# Prison de Doftana
Închisoarea Doftana
La prison de Doftana (en roumain : Închisoarea Doftana) est un ancien pénitencier de Roumanie, situé dans le village de Doftana, dans la commune de Telega (județ de Prahova), à quelques kilomètres de la ville de Câmpina, à une centaine de kilomètres au nord de Bucarest. Construite en 1895, la prison fut utilisée dans les années 1930 pour incarcérer des détenus politiques (notamment communistes). Sous le régime communiste, elle fut transformée en musée du Parti communiste roumain, fermé et abandonné depuis pour des raisons financières.
Ont été emprisonnés à Doftana :
- Corneliu Codreanu

- Gheorghe Apostol
- Nicolae Ceaușescu
- Ștefan Foriș
- Gheorghe Gheorghiu-Dej
- Max Goldstein
- Grigore Preoteasa
- Richard Wurmbrand

Actuellement, la prison sert de terrain de jeu de paintball.